# 张场镇
张场镇，是中华人民共和国四川省眉山市丹棱县下辖的一个乡镇级行政单位。

## 行政区划
张场镇下辖以下地区：
官山社区、锁江村、小河村、河湾村、长流村、金峡村、峨山村、万年村、大田坎村、陈嘴村、文武村、大木河村、廖店村、三合村、金花村、岐山村和玉柱村。